# خانه منصوریان
خانه منصوریان (قنادان) مربوط به اواخر دوره قاجار است و در اصفهان، خیابان احمدآباد ـ کوچه امامزاده اسماعیل واقع شده و این اثر در تاریخ ۲۴ بهمن ۱۳۷۵ با شمارهٔ ثبت ۱۸۴۴ به‌عنوان یکی از آثار ملی ایران به ثبت رسیده‌است.